# لوك سبنسر
لوك سبنسر (بالإنجليزية: Luke Spencer)‏ (28 نوفمبر 1990 بسينسيناتي في الولايات المتحدة - ) هو لاعب كرة قدم أمريكي في مركز الهجوم. لعب مع Cincinnati Kings ‏ ولويسفيل سيتي ونادي سينسيناتي.

## وصلات خارجية
- لوك سبنسر على موقع الدوري الأمريكي (الإنجليزية)
- لوك سبنسر على موقع قاعدة بيانات كرة القدم.إي يو (الإنجليزية)
- لوك سبنسر على موقع Soccerway.com (الإنجليزية)